# Хустский замок

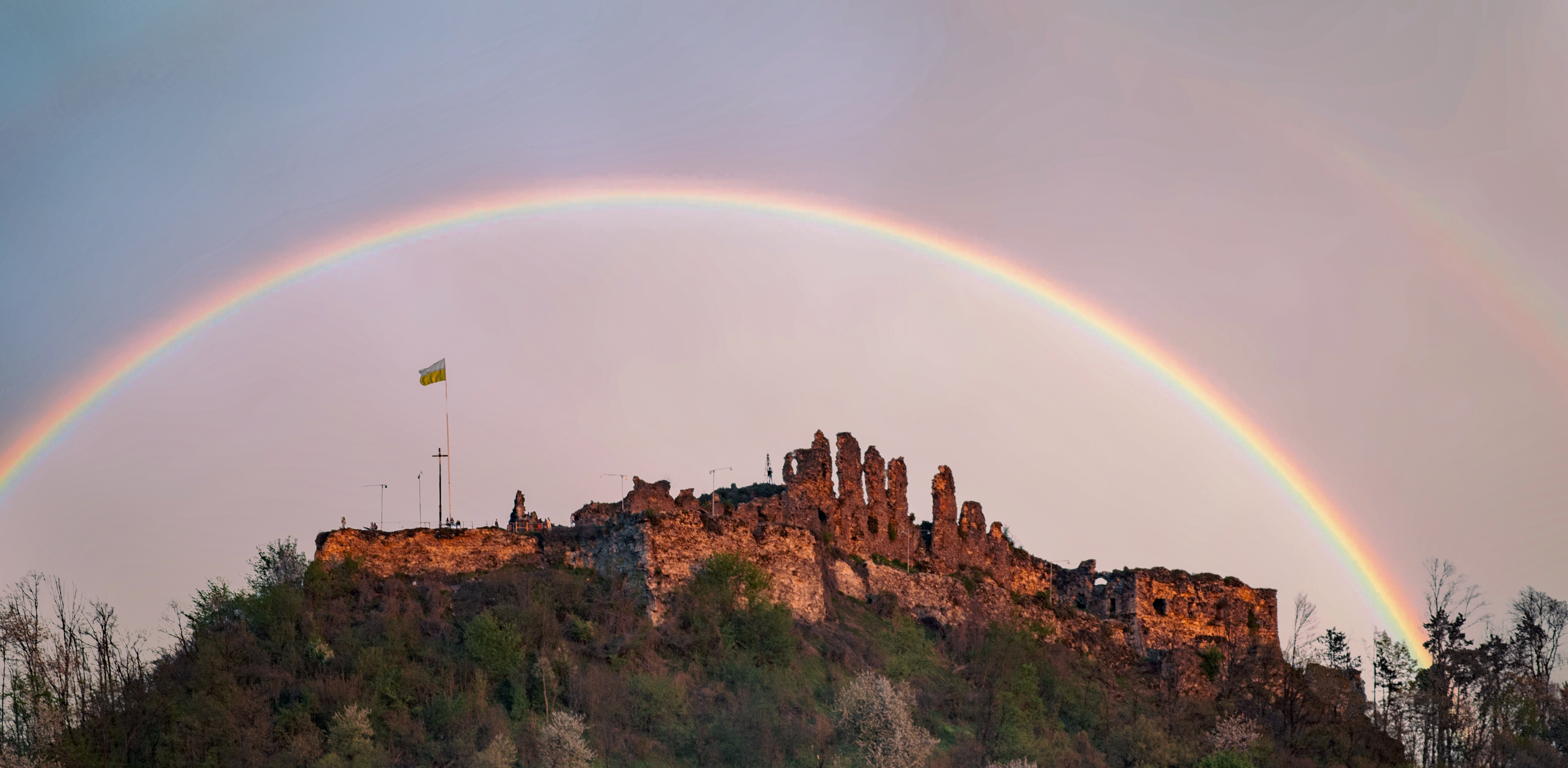
Вид на руины Хустского замка

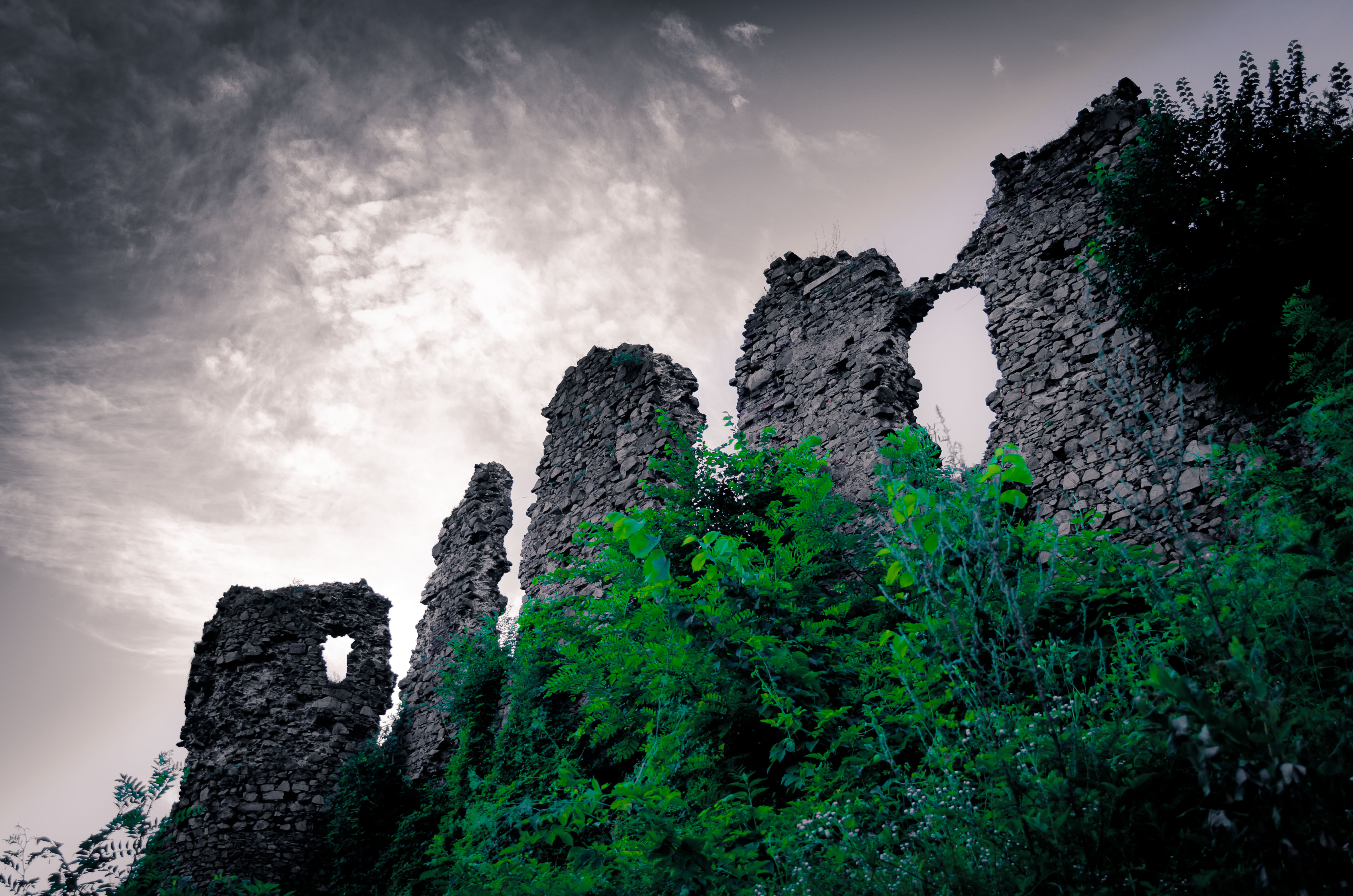
Хуст замок

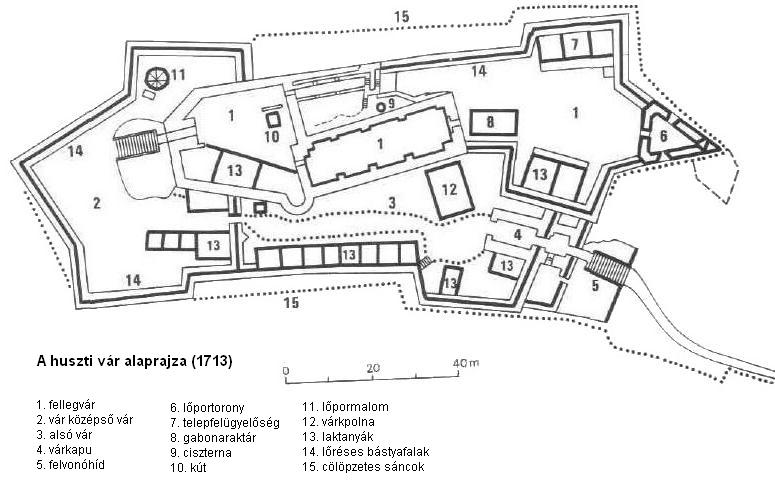
План замка

Ху́стский за́мок — фортификационное сооружение, существовавшее в XI—XVIII веках в Хусте (ныне — Закарпатская область, Украина). Замок был построен как венгерская королевская крепость для защиты соляного пути из Солотвина и пограничных районов. Его строительство началось в 1090 году и было закончено при короле Беле ІІІ в 1191 году.

## Замковые укрепления
К замку с запада, от реки Хустец, вела серпантинная дорога. На полдороге к крепости, где на южной части горы начинался крутой склон, стоял сторожевой дом, руины которого заметны до сих пор. Из этого дома к замку вел подземный коридор.
При входе во внешний замок были большие въездные ворота, которые защищали прямоугольные башни справа и слева. Эти сооружения соединял узкий коридор, который служил своеобразной ловушкой, так как в случае проникновения туда врага его можно было подвергнуть интенсивному обстрелу. Вдоль дороги, которая вела к воротам внутреннего замка, находились надворные жилые дома. Башня над въездными воротами была наиболее укрепленной с юго-запада, где замковая стена соединялась с домами внутреннего замка.
Перед воротами внутреннего замка существовал глубокий ров шириной 8,5 м, через который вел перекидной мост. Поднятый мост перекрыл проход между внешним и внутренним замком и закрывал собой въездные ворота во внутренний замок. Сразу же за воротами на южной стороне были размещены жилые и административные помещения, казармы и корчма. Над воротами с обеих сторон поднимались высокие килеподобные башни, которые защищали подступ к ним. В одной из них, с северной стороны, находился пороховой состав. Второй пороховой состав был расположен на северо-западной стороне замка.
На стенах внутреннего замка были оборудованы площадки для орудий. Возле башни в скале был выкопан колодец, глубина которого достигала 160 м. Он обеспечивал гарнизон водой в период осады.
Внутренний замок (цитадель) мог защищаться и после взятия врагом внешнего замка. С восточной стороны внутренний замок завершался двумя могучими бастионами и высокой килеподобной башней. Северную часть внутреннего замка обороняла квадратная сторожевая башня, обращенная к верховью реки Рики. Зимние помещения владельцев замка и коменданта находились на втором этаже внутреннего замка, возле сторожевой башни. Летние помещения находились на южной стороне замка. Они имели большие окна, из-за которых было видно реку Тису и дорогу, проходившую под замком. В южной части цитадели стояла башня, построенная в 1554 г. по приказу австрийского императора Фердинанда І и потому носила его имя. Верхняя часть башни служила арсеналом, средняя — часовней, а нижняя — пороховым складом.
Подход к замку со стороны села Боронявы обороняла Бубновая башня с просторным залом без окон. Здесь также находился пороховой склад. На втором этаже был светлый зал замковой часовни, а выше — склад с оружием.
В северной части замка, близ ворот, стояли кирпичные здания со сводом и узкими окнами. Это были хлева и конюшни. Кухня и несколько комнат находились близ Бубновой башни. В этой части замка была также казарма и кузница. Перед глубоким рвом стояла замковая пекарня. Возле неё протекал ручей, всегда полный свежей воды. Крутые склоны Замковой горы делали невозможным штурм замка одновременно со всех сторон.

## История замка

Фигурка буддистского божества (предположительно Шакти), найденная во время раскопок возле Хустского замка. Период монгольского нашествия

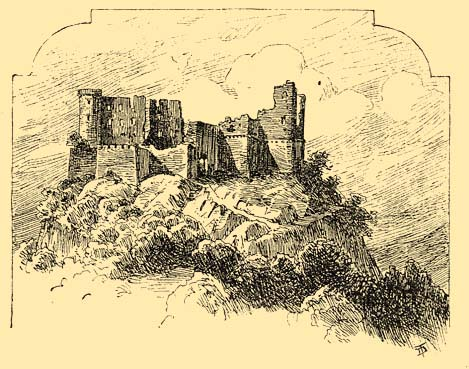
Руины Хустского замка, конец XIX — начало XX века

Замок служил для защиты венгерских владений от вторжений половцев, но был разрушен во время монгольского вторжения в Подунавье и затем был перестроен в 1318 году.
В Хустском замке расположился королевский гарнизон, который возглавлял комендант крепости. Содержать замок в надлежащем состоянии, поставлять продовольствие и ремесленные изделия должны были крепостные, ремесленники, мелкие торговцы, которые находились в зависимости от администрации крепости. В 1577 году Хустский замок был значительно укреплен, построены отдельные фортификационные сооружения.
В 1594 году татарская орда хана Гирея напала на Мармарошскую жупу, очень её пограбила, но замок взять не смогла. В 1660 году турецкое войско вторглось в Мармарош и трансильванский князь Янош Кемень при поддержке австрийского императора Леопольда І, приславшего ему немецкий гарнизон, укрепился в Хустском замке. Крепость в то время была настолько укреплённой, что турки не осмелились брать её штурмом, а отправили для переговоров делегацию, в составе которой был известный турецкий путешественник Эвлия Челеби, который оставил описание замка.
В 1677 году отряды куруцев возглавил граф Имре Текели, который сделал Хустский замок одним из центров восстания. 9 мая 1687 года из-за измены Мармарошского жупана в замок были введены австрийские войска.
В 1703 году, 17 августа Хустский замок был занят войсками Ференца II Ракоци. Войско состояло из национальностей проживавших на Мармароше (венгры, румыны, славяне), и именно здесь была провозглашена независимость Трансильвании. Народная молва приписывала разрушение Хустского замка опришку Григору Пынте, который согласно легенде сделал пушку из бревна и первым выстрелом пробил крышу замка, а вторым его разрушил, что скорее всего является всего лишь легендой, ибо Григор Пынтя погиб в 1703 году, а замок разрушился гораздо позже.
В 1706 году здесь произошло собрание дворянства Трансильвании, которое провозгласило независимость княжества и низложение Габсбургов с венгерского престола.
В 1711 замок заняли австрийские войска. Однако в это время замок уже потерял своё стратегическое значение, и основные силы из него были выведены в Кошице.
В 1717 году на Закарпатье совершили последнее нападение крымские татары. 12-тысячная орда с огромной добычей и многотысячной толпой невольников возвращалась в Крым после нападения на Дунайскую низменность. Татары не отважились напасть на замок и, пройдя левым берегом Тисы, старались без препятствий отойти в Крым, но гарнизон Хустского замка сам сделал вылазку и возле села Вышкова нанёс татарам поражение. Затем в урочище Стримтура татарам нанесли поражение силы замкового гарнизона и народного ополчения, в битве погибло больше 6 тысяч татар, было освобождено свыше 7 тысяч невольников.
3 июля 1766 года во время грозы молния ударила в пороховую башню, взрыв страшной силы и пожар разрушили почти все постройки. Разрушения были так серьёзны, что ремонтные работы были практически бесперспективны. Руины стали источником дешёвого строительного материала. В 1798 году очередная гроза свалила башню в юго-восточной части замка, а в 1799 году была разобрана восточная часть замка для сооружения католического костёла и разных государственных домов в Хусте.